# Otzbach
Otzbach is een dorp in de Duitse gemeente Geisa in het Wartburgkreis in Thüringen. Het dorp wordt voor het eerst genoemd in een oorkonde uit 1130. In 1974 fuseerde het dorp met het naastgelegen Geblar. In 1994 ging deze fusiegemeente op in Geisa.